# Christophe Lemaitre
Christophe Lemaitre (* 11. června 1990, Annecy) je francouzský atlet, sprinter. V současnosti je také držitelem neoficiálního titulu nejrychlejšího bílého sprintera historie (zatím jako jediný běloch zaběhl stometrový sprint pod hranicí 10 sekund). Zároveň je jediným atletem bílé pleti, který zaběhl jak stometrový sprint pod 10 sekund, tak i dvojnásobný sprint pod 20 sekund. Často bývá označován za nejrychlejšího běžce bílé pleti vůbec.

## Kariéra
V roce 2008 se stal v Bydhošti juniorským mistrem světa v běhu na 200 metrů. O rok později na mistrovství Evropy juniorů v srbském Novém Sadu získal zlatou medaili v běhu na 100 metrů v novém evropském juniorském rekordu 10,04. Na Mistrovství světa v atletice 2009 v Berlíně prošel do čtvrtfinále.
Na mistrovství Evropy družstev 2010 v norském Bergenu skončil na druhém místě, když stovku zaběhl v novém osobním rekordu 10,02 s a prohrál jen s Britem Dwainem Chambersem. Dne 9. července 2010 zaběhl na francouzském mistrovství v atletice ve Valence stometrovou trať v čase 9,98 sekundy a stal se prvním sprinterem bílé pleti, kterému se podařilo dostat pod deset sekund. Na evropském šampionátu v Barceloně vybojoval tři zlaté medaile. 28. srpna 2010 v italském Rieti znovu vylepšil svůj osobní rekord (a tím i neoficiální světový rekord "bílého muže") o setinu sekundy časem 9,97 s. Tento výkon opět o setinu vylepšil 7. června 2011 v Montreuil časem 9,96 s.
V roce 2011 vybojoval na halovém ME v Paříži bronzovou medaili v běhu na 60 metrů, když ve finále proběhl cílem v čase 6,58 s. Stříbro získal Brit Dwain Chambers, který byl o čtyři setiny sekundy rychlejší a halovým mistrem Evropy se stal Francis Obikwelu z Portugalska za 6,53 s.
Opět v červnu, tentokráte však na Mistrovství Evropy družstev ve Stockholmu překonal vlastní rekord na 100 metrů a vylepšil jej o jednu setinu sekundy na 9,95. Celkově v discplíně jasně zvítězil a připsal Francii dvanáct bodů do týmové soutěže.
V Lausanne svůj nejlepší čas 9,95 s zopakoval, ale již 29. července šokoval dalším zlepšením národního rekordu na francouzském šampionátu v Albi na 9,92 s. Při tomto výkonu měl v zádech maximální povolenou podporu větru o rychlosti 2,0 m/s.
Na MS v jihokorejském Tegu v roce 2011 obsadil 4. příčku ve finále na 100 metrů časem 10,19 sekundy, poté však vybojoval bronzovou medaili na dvojnásobné trati časem nového národního rekordu 19,80 s. (vylepšil si přitom osobní rekord o celých 0,36 s.). Stříbrnou medaili poté dokázal vybojovat společně s Teddy Tinmarem, Yannickem Lesourdem a Jimmy Vicautem ve štafetě na 4 × 100 metrů.
Na Mistrovství Evropy v Helsinkách se v červnu roku 2012 stal vítězem běhu na 100 metrů časem 10,09 sekundy. Obhájil tak titul z Barcelony 2010. Na následujícím evropském šampionátu v roce 2014 skončil druhý v bězích na 100 i 200 metrů a byl členem bronzové sprinterské štafety.
V olympijském finále běhu na 200 metrů v Rio de Janeiro v roce 2016 vybojoval bronzovou medaili.

## Osobní rekordy
- 60 m (hala) – 6,55 s – 6. březen 2011, Paříž
- 100 m – 9,92 s – 29. červenec 2011, Albi – (NR)
- 200 m – 19,80 s – 3. září 2011, Tegu – (NR)